# Temporada 1995 del Campeonato de España de Rally
La temporada 1995 fue la edición 39.ª del Campeonato de España de Rally. Comenzó el 24 de marzo en el Rally El Corte Inglés y finalizó el 19 de noviembre en el Rally de La Coruña. El calendario constaba de once pruebas de las cuales dos puntuaban para el Campeonato de Europa y una para el Campeonato del Mundo.

## Calendario
| #  | Fecha              | Rally                                | Series |
| -- | ------------------ | ------------------------------------ | ------ |
| 1  | 24-25 de marzo     | 19.º Rallye El Corte Inglés          | ERC    |
| 2  | 7-9 de abril       | 13.er Rally Villa de Adeje           |        |
| 3  | 22 de abril        | 17.º Rally Caja Cantabria            |        |
| 4  | 19-21 de mayo      | 18.º Rally Sierra Morena             |        |
| 5  | 2-4 de junio       | 19.º Rally Villa de Llanes           |        |
| 6  | 12 de junio        | 28.º Rally de Ourense                |        |
| 7  | 6-9 de julio       | 19.º Rallye San Agustín              |        |
| 8  | 6-7 de septiembre  | 32.º Rallye Príncipe de Asturias     | ERC    |
| 9  | 7-8 de octubre     | 17.º Rally San Froilán               |        |
| 10 | 23-25 de octubre   | 31.er Rallye Catalunya - Costa Brava | WRC    |
| 11 | 18-19 de noviembre | 13.er Rally de La Coruña             |        |

## Equipos

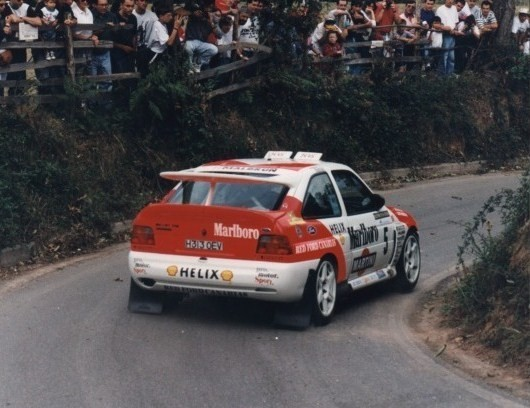
Luis Monzón no disputó el campeonato en la temporada 95 pero acudió al rally Príncipe de Asturias donde fue el más rápido con un Ford Escort RS Cosworth.

| Equipo                | Vehículo                | Piloto                | Copiloto               | Rondas            |
| Equipos oficiales     | Equipos oficiales       | Equipos oficiales     | Equipos oficiales      | Equipos oficiales |
| --------------------- | ----------------------- | --------------------- | ---------------------- | ----------------- |
| Citroën Hispania      | Citroën ZX 16V          | Jesús Puras           | Álex Romaní            | 1-5               |
| Citroën Hispania      | Citroën ZX 16V          | Jesús Puras           | Carlos del Barrio      | 6-10              |
| Renault Competición   | Renault Clio Williams   | Oriol Gómez           | Marc Martí             | 1, 3-10           |
| Peugeot Sport España  | Peugeot 106 Rallye      | Jaime Azcona          | Julius Billmaier       | 1, 3-10           |
| Peugeot Sport España  | Peugeot 106 Rallye      | Sergio Vallejo        | Diego Vallejo          | 1, 3-10           |
| Peugeot Sport España  | Peugeot 306 S16         | Borja Moratal         | Alfredo Rodríguez      | 1-10              |
| Equipos privados      |                         |                       |                        |                   |
| Escudería San Fermín  | Renault Clio Williams   | Javier Azcona         | Inma Vittorini         | 1-5, 7-8, 10-11   |
| Escudería San Fermín  | Renault Clio Williams   | Javier Azcona         | Juan Louro             | 6                 |
| D.S.C Equipo Rallye   | Renault Clio Williams   | Miguel Martínez-Conde | Felipe Alonso          | 3, 5-9, 11        |
| Gamace MC Competición | Peugeot 106 Rallye      | Manuel Muniente       | Guifré Pujol           | 1                 |
| Gamace MC Competición | Peugeot 106 Rallye      | Manuel Muniente       | Joan Ibáñez            | 3-6, 8-10         |
| Gamace MC Competición | Peugeot 106 Rallye      | Manuel Muniente       | Roberto Mosquera López | 7                 |
| A.I.A                 | Peugeot 106 Rallye      | Miguel Ángel Fuster   | José Vicente Medina    | 1, 3-7, 9, 11     |
| Motor Racing          | Ford Escort RS Cosworth | Germán Castrillón     | Estrella Castrillón    | 5-6, 8-9, 11      |

## Resultados

### Campeonato de pilotos
| Pos. | Piloto                | ECO | ADE | CAJ | SMO | LLA | OUR | SAG | PDA | FRO | CAT | COR | Puntos |
| ---- | --------------------- | --- | --- | --- | --- | --- | --- | --- | --- | --- | --- | --- | ------ |
| 1.   | Jesús Puras           | 1   | 1   | 1   | Ret | 2   | 2   | 1   | 2   | 1   | Ret |     | 1.167  |
| 2.   | Oriol Gómez           | 2   |     | 6   | 1   | 1   | Ret | 2   | Ret | Ret | 1   |     | 1.061  |
| 3.   | Jaime Azcona          | 3   |     | 2   | 3   | 5   | 4   | Ret | 4   | 4   | Ret |     | 892    |
| 4.   | Borja Moratal         | Ret | 2   | Ret | 2   | 3   | 1   | Ret | 1   | Ret | Ret |     | 836    |
| 4.   | Javier Azcona         | 6   | 6   | 3   | 6   | 7   | 8   | 5   | 5   |     | 3   | 2   | 836    |
| 6.   | Sergio Vallejo        | 5   |     | 5   | 4   | 6   | 5   | 4   | Ret | 5   | Ret |     | 702    |
| 7.   | Miguel Martínez-Conde |     |     | Ret |     | 4   | 3   | Ret | 3   | 2   |     | 1   | 698    |
| 8.   | Manuel Muniente       | 12  |     | 8   | 10  | 10  | 9   | 18  | Ret | 9   | 6   |     | 494    |
| 9.   | Miguel Ángel Fuster   | 10  |     | 9   | 7   | 9   | Ret | 6   |     | 11  |     | Ret | 492    |
| 10.  | Germán Castrillón     |     |     |     |     | 8   | 6   |     | 6   | 3   |     | Ret | 468    |

### Campeonato de marcas
| Pos. | Marca   | Puntos |
| ---- | ------- | ------ |
| 1.   | Peugeot | 816    |
| 2.   | Renault | 765    |
| 3.   | Citroën | 344    |
| 4.   | Hyundai | 252    |
| 5.   | Ford    | 245    |

### Campeonato de copilotos
| Pos. | Piloto              | Puntos |
| ---- | ------------------- | ------ |
| 1.   | Marc Martí          | 1061   |
| 2.   | Julius Billmaier    | 892    |
| 3.   | Alfredo Rodríguez   | 836    |
| 3.   | Inma Vittorini      | 836    |
| 5.   | Carlos del Barrio   | 793    |
| 6.   | Álex Romaní         | 758    |
| 7.   | Diego Vallejo       | 702    |
| 8.   | Felipe Alonso       | 698    |
| 9.   | Joan Ibáñez Sotos   | 494    |
| 10.  | José Vicente Medina | 492    |

### Grupo N
| Pos. | Piloto              | Puntos |
| ---- | ------------------- | ------ |
| 1.   | Javier Azcona       | 1216   |
| 2.   | Manuel Muniente     | 744    |
| 3.   | Miguel Ángel Fuster | 742    |
| 4.   | Germán Castrillón   | 735    |
| 5.   | David Nafría        | 624    |

### Copa Nacional Renault de rallyes
| Pos. | Piloto        | Puntos |
| ---- | ------------- | ------ |
| 1.   | Javier Azcona | 1055   |
| 2.   | Alfonso Loza  | 340    |
| 3.   | J. L. Carrera | 292    |
| 4.   | Álvarez       | 178    |
| 5.   | Reguera       | 166    |
| 6.   | Padilla       | 168    |
| 7.   | Rodríguez     | 138    |
| 8.   | Griño         | 133    |
| 9.   | Garica        | 108    |
| 10.  | Urleu         | 104    |

### Desafío Peugeot
| Pos. | Piloto              | Puntos |
| ---- | ------------------- | ------ |
| 1.   | Manuel Muniente     | 910    |
| 2.   | Miguel Ángel Fuster | 841    |
| 3.   | David Nafría        | 757    |
| 4.   | Ignacio Sanfilippo  | 506    |
| 5.   | Roberto Blach       | 506    |
| 6.   | Antonio Martínez    | 398    |
| 7.   | Jordi Seracanta     | 381    |
| 8.   | Santi Concepción    | 372    |
| 9.   | Vicente Pastor      | 325    |
| 10.  | Roberto Solís       | 304    |

### Copa Hyundai
| Pos. | Piloto     | Puntos |
| ---- | ---------- | ------ |
| 1.   | Oliveras   | 54     |
| 2.   | Iglesias   | 54     |
| 3.   | García     | 47,5   |
| 4.   | Corres     | 31     |
| 5.   | Taboas     | 27     |
| 6.   | Frías      | 21     |
| 7.   | Cabezas    | 21     |
| 8.   | Gil        | 13     |
| 9.   | Carabantes | 8      |
| 10.  | Altamirano | 7,5    |

### Copa SEAT Ibiza 16v
| Pos. | Piloto                | Puntos |
| ---- | --------------------- | ------ |
| 1.   | Metodio Ferradas      | 79     |
| 2.   | Salvador Cañellas jr. | 79     |
| 3.   | José Calvo            | 63     |
| 4.   | Carlos Boza           | 43     |
| 5.   | Benet                 | 41     |
| 6.   | Onésimo Martínez      | 38     |
| 7.   | Javier García         | 35     |